# Teoria BCS
La teoria BCS (de Bardeen, Cooper i Schrieffer, els seus creadors) és la teoria estàndard per explicar la superconductivitat de baixa temperatura. Fou desenvolupada el 1957 pels fisics John Bardeen, Leon Cooper i Robert Schrieffer, per la qual reberen el premi Nobel de física l'any 1972.
A grans trets, considera que la superconductivitat és un fenomen quàntic macroscòpic, en el qual els electrons, que tenen espín semienter, s'aparellen formant parells de Cooper mitjançant fonons (vibracions de la xarxa cristal·lina). Aquests parells es comporten efectivament com partícules d'espín enter i, per tant, no sotmeses al principi d'exclusió de Pauli. Quan els parells de Cooper flueixen pel cos superconductor, aquests deixen una estela que és aprofitada pels següents parells com a camí a través de la xarxa cristal·lina del cos superconductor. D'aquesta manera els parells d'electrons no col·lidiran amb la xarxa cristal·lina, i per tant, no existirà la resistència elèctrica habitual de qualsevol element.
Malgrat el gran avenç que representà, la teoria és incapaç d'explicar la superconductivitat d'alta temperatura, descoberta el 1987, encara poc compresa i en la qual es creu que altres efectes tenen un paper més important. La raó principal per la qual aquesta teoria no és vàlida pels superconductors d'alta temperatura, és que és una teoria que es basa en el fet que l'activitat molecular de la xarxa cristal·lina sigui exageradament reduïda, i això només pot passar amb els superconductors de baixa temperatura.

## Formació dels parells de Cooper
En una xarxa cristal·lina la força atractiva de Coulomb entre els electrons i els ions que la formen provoca una deformació de la xarxa. A causa de la gran massa dels ions (comparada amb la dels electrons) i, per tant, de la seva gran inèrcia mecànica, aquesta deformació no queda compensada ràpidament pel moviment tèrmic. D'aquesta manera es pot donar el cas que un segon electró caigui en el camp de força atractiu que s'ha creat i, per tant, quedi lligat al primer electró mitjançant la deformació de la xarxa (un fonó). Aquest lligam només és energèticament favorable si ambdós electrons tenen els spins antiparal·lels; l'energia de lligam és aproximadament igual a 3kTc.
Aquesta parella d'electrons lligats es comporta, de fet, com una partícula i s'anomena parell de Cooper. Com aquesta partícula té spin enter no està sotmesa al principi d'exclusió de Pauli i el seu comportament està definit per l'estadística de Bose-Einstein.